# Schülp (Dithmarschen)
Schülp ist eine Gemeinde im Kreis Dithmarschen im Bundesland Schleswig-Holstein.

## Geografie

### Geografische Lage
Die Gemeinde Schülp liegt nahe der Eidermündung (Ästuar Purrenstrom) auf dem südlichen Ufer. Das Zentrum (Dorf) liegt auf einer mittelalterlichen, lang gestreckten Wurt aus dem 12. Jahrhundert. Diese ist in Parzellen aufgeteilt.

### Gemeindegliederung

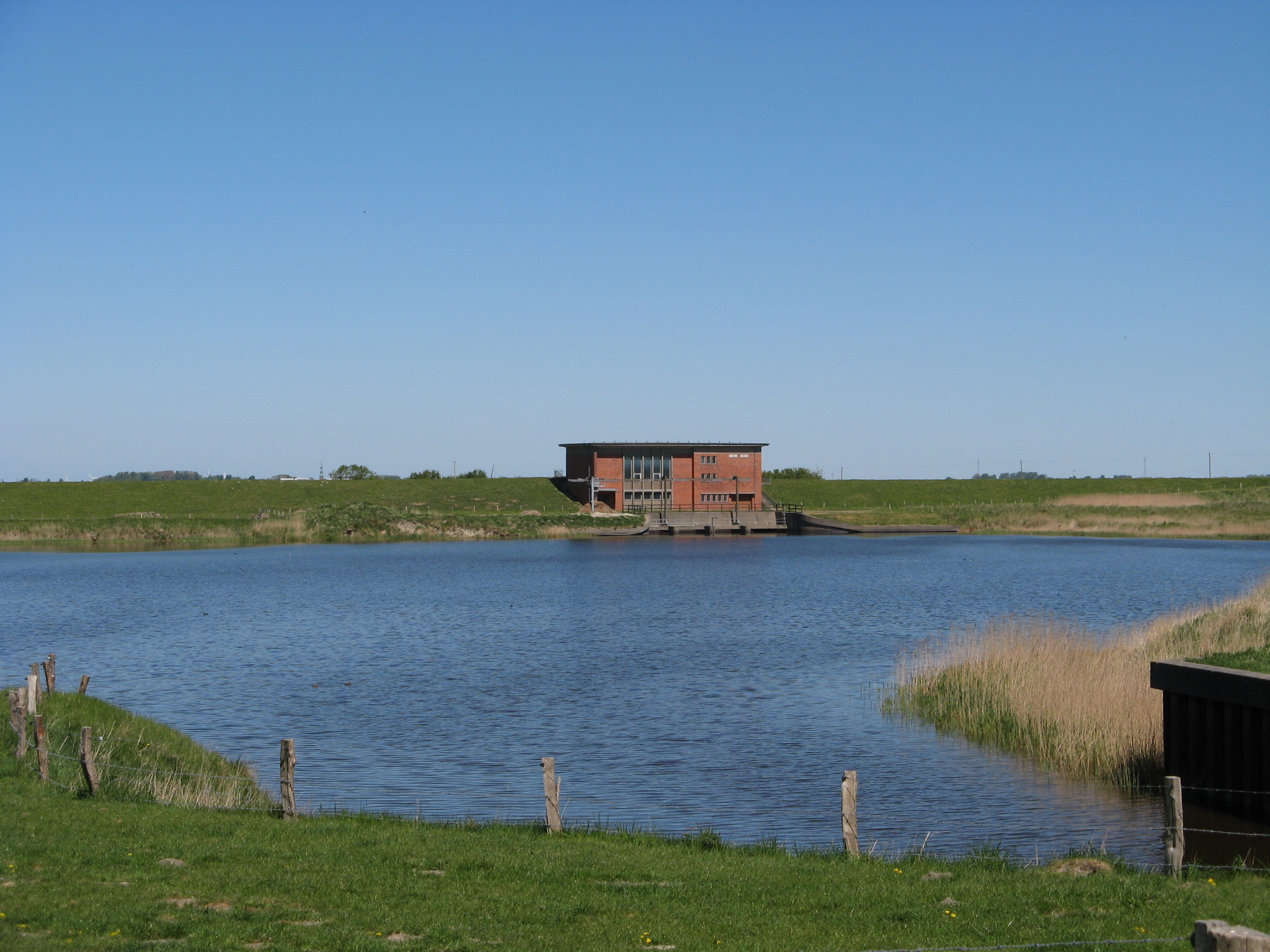
Speicherbecken und Schöpfwerk Schülperneuensiel

Außer dem Dorf Schülp sind Schülperneuensiel, Schülperweide, Schülperaltensiel und Schülperdeich weitere Ortsteile der Gemeinde.

### Nachbargemeinden
Angrenzende Gemeinden von Schülp sind:
| Wesselburenerkoog      |                                             | Karolinenkoog, Strübbel |
|                        | Kompassrose, die auf Nachbargemeinden zeigt | Neuenkirchen            |
| Norddeich, Wesselburen | Oesterwurth                                 |                         |

## Geschichte
In Schülperaltensiel findet sich der älteste Deich der Region. In seinem Kern besteht er seit dem frühen 12. Jahrhundert, er hat heute aber keine praktische Funktion mehr für den Küstenschutz. Der Deich war Teil des ersten Deichbaus der Dithmarscher. Die Deiche ermöglichten erstmals Landwirtschaft im größeren Stil. Vorher war sie wegen der Flut- und Sturmflutgefahr auf enge Bereiche um die älteren Wurten herum begrenzt.
Bis 1609 war die Schülper Wurt Teil des Seedeiches hin zur Eider. In Schülperaltensiel entstand ein Eiderhafen, nach weiteren Eindeichungen Richtung Eider später um 1600 Schülperneuensiel verlegt wurde. Vor allem wurde dort Getreide verladen, mittlerweile dient er aber nur noch als kleiner Segelhafen.
Am 1. April 1934 wurde die Kirchspielslandgemeinde Wesselburen aufgelöst. Alle ihre Dorfschaften, Dorfgemeinden und Bauerschaften wurden zu selbständigen Gemeinden/Landgemeinden, so auch Schülp.
1964 entstand am Seedeich in Neuensiel ein Schöpfwerk, das 7250 Hektar der Gemeinden um Schülp herum in die Eider entwässert. Bei normalem Wasserstand arbeitet dieses als Siel, nur bei hohen Wasserständen der Eider wird das Schöpfwerk eingeschaltet, die Pumpen können bis zu 11.400 Liter pro Sekunde in den Fluss befördern.

## Politik

### Gemeindevertretung
Bei der Kommunalwahl am 14. Mai 2023 wurden insgesamt neun Sitze vergeben. Diese fielen erneut alle an die Wählergemeinschaft Schülp. Die Wahlbeteiligung betrug 59,9 %.

### Wappen

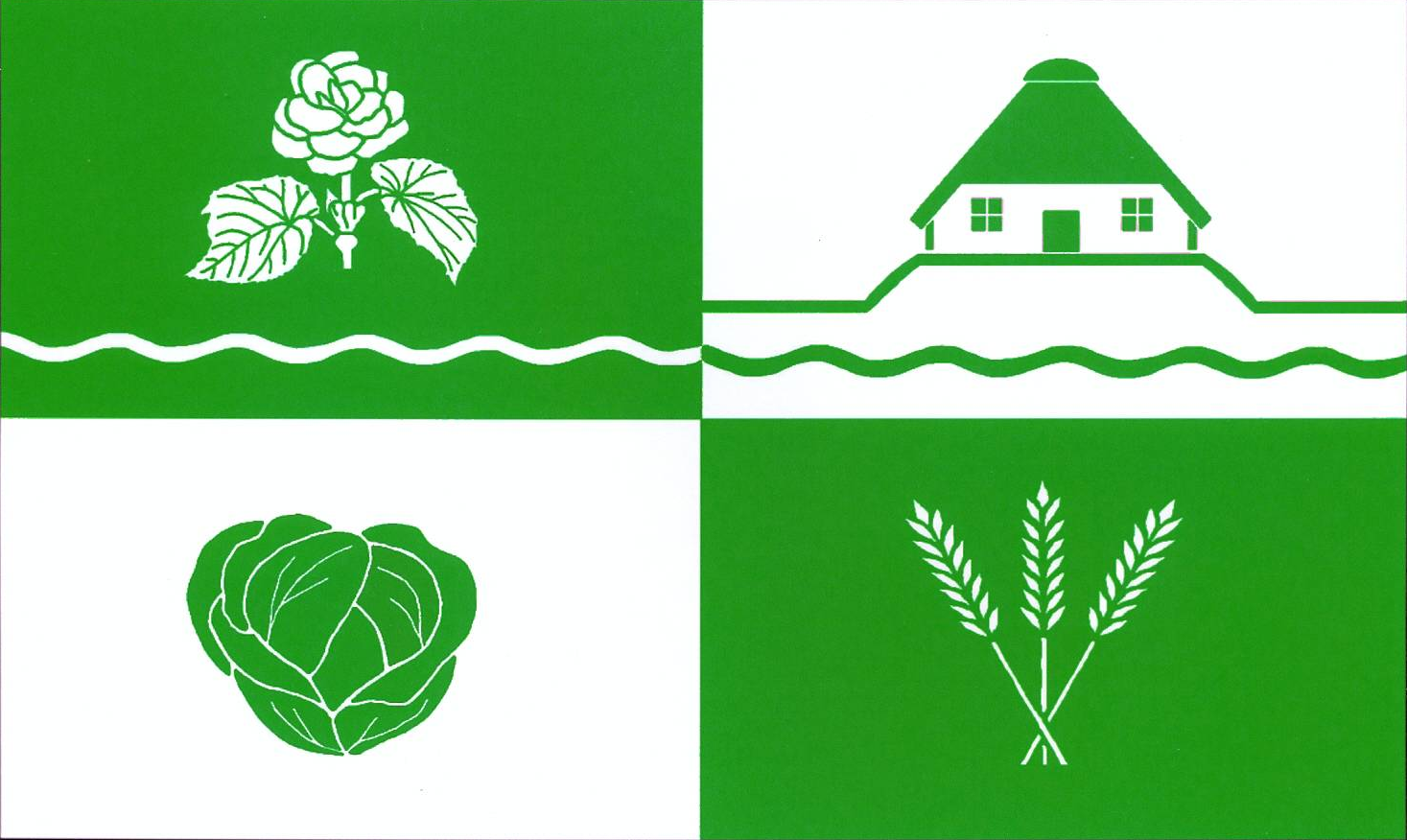
Flagge von Schülp

Blasonierung: „Geviert. 1 in Grün über silbernen Wellenfaden eine silberne Begonie, 2 in Silber über grünem Wellenfaden ein auf einem nach oben stark abgeflachten und seitlich gerade auslaufenden grünen Bogenbalken stehenden grünem Reetdachhaus mit silberner Frontwand, 3 in Silber ein grüner Kohlkopf, 4 in Grün drei fächerförmig angeordnete silberne Ähren.“

## Wirtschaft und Infrastruktur

### Wirtschaftsstruktur

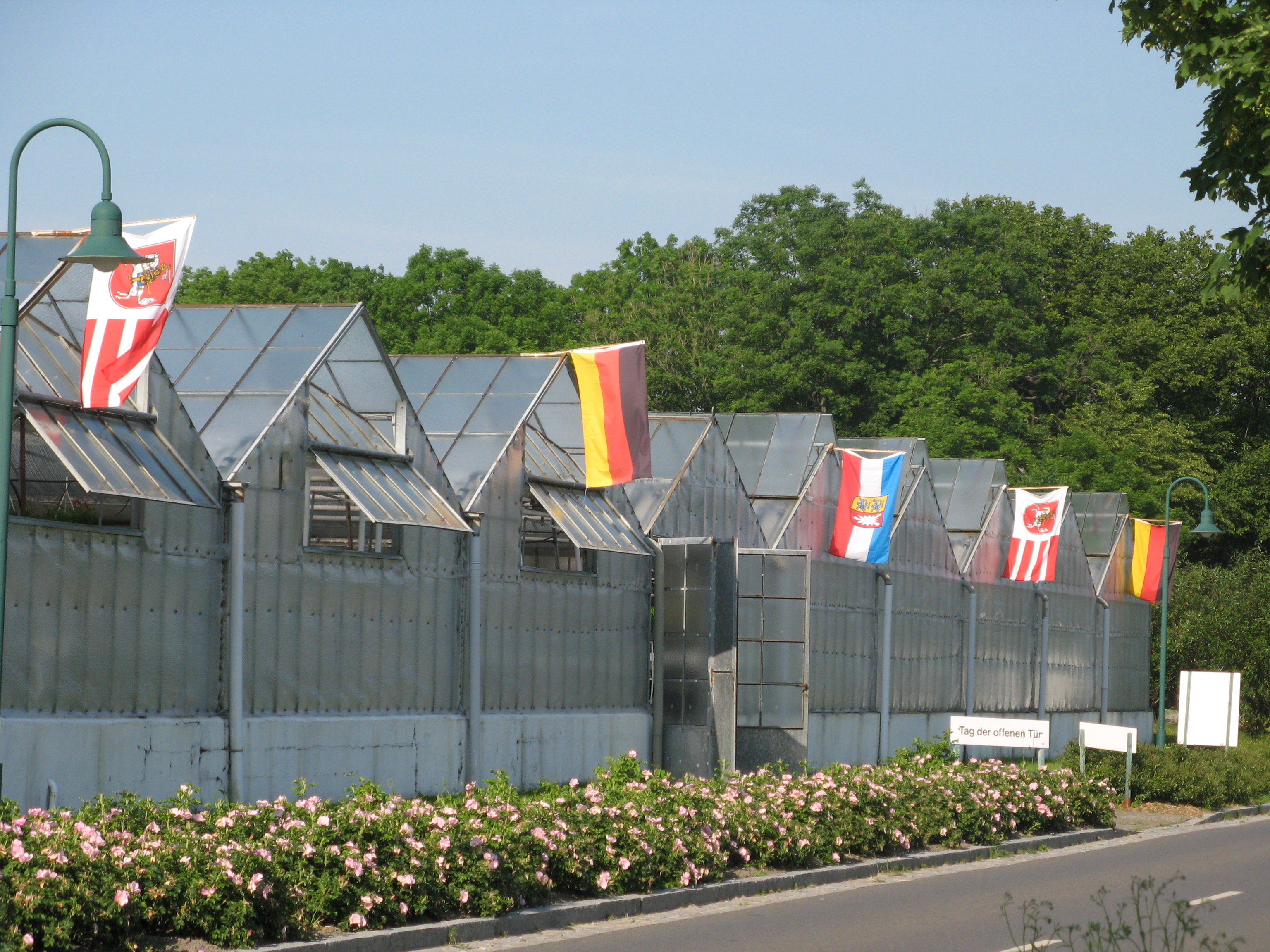
Gewächshaus für Blumen in Schülp

Bekannt wurde die Gemeinde durch die zahlreichen Gärtnereien und insbesondere die Begonienzucht, so dass Schülp sich auch heute noch als „Blumendorf“ bezeichnet. Die ersten Begonien kamen 1886 in das Dorf, mitgebracht vom frisch ausgebildeten Gärtner Hans Diener aus Kiel. Dessen Nachkommen führen noch heute einen der größten Begonienzuchtbetriebe der Welt.
Wie in ganz Dithmarschen begannen auch die Schülper 1900 die gute Eignung der Gegend zum Kohlanbau zu entdecken, so dass die Wirtschaft des Orts nun auf Blumen und Gemüse beruhte. Zeitweise züchteten Betriebe dort auch noch in großer Zahl Maiblumen, Gladiolen, Gloxinien, Tulpen und Narzissen.
Noch bis in die 1970er Jahre wählte das Dorf jährlich eine Tulpenkönigin. Die Umstellung auf Tulpensetzmaschinen überlebte die Schülper Gärtnerwirtschaft nicht. Die Betriebe waren im zunehmenden internationalem Handel zu klein, die Furchen, die die Setzmaschinen zogen sorgten dafür, dass die Tulpen im Nordseeklima oft tagelang im Wasser standen und ihre Zwiebeln verfaulten.
Gab es noch in den Jahrzehnten nach dem Zweiten Weltkrieg ein Dutzend Gärtnereien in Schülp, so sind es 2007 nur noch sechs, von denen nur noch die Gärtnerei Diener auch Begonien züchtet.
Das große Knollenbegonienanbaugebiet in der Gemeinde ist ein beliebtes Ausflugsziel des Tourismus.

### Verkehr
Schülp liegt an der Landesstraße 156 in Schleswig-Holstein. Sie führt von Friedrichstadt (Anschluss an der Bundesstraße 202) nach Oesterdeichstrich (Bundesstraße 203) und bindet zusätzlich in der Gemeinde Hemme an der Bundesstraße 5 an.

### Naturschutzgebiet
Auf der Flussseite der Eiderdeiche liegen Teile des Naturschutzgebiets Dithmarscher Eiderwatt, in dem u. a. 92 Tierarten leben, die auf der Roten Liste stehen. Entstanden ist es 1989 aus der Ausweitung des 69 Jahre älteren Gebiets „Vogelfreinsel Schülper Neuensiel“.